# 크리스티네 리베르크네히트
크리스티네 리베르크네히트(독일어: Christine Lieberknecht, 1958년 5월 7일~)는 기민련 소속의 독일의 정치인이다. 그녀는 동독 치하에서 반정권 운동을 하였으며, 이 경력을 높이 사 독일 통일 이후에 튀링겐주 주정부에서 여러 공직을 맡았다. 그녀는 2009년부터 2014년까지 튀링겐 주의 주총리를 역임하였으며, 2014년 선거에서 당의 지지율을 높였으나 연정 대상인 사민당이 좌파당과 연정을 맺음으로써 주총리에서 물러나게 되었다.

## 역대 선거 결과
| 선거명      | 직책명          | 대수 | 정당                | 득표율 | 득표수 | 결과 | 당락 |
| ----------- | --------------- | ---- | ------------------- | ------ | ------ | ---- | ---- |
| 2014년 선거 | 튀링겐의 주총리 | 5대  | 독일 기독교민주연합 | 37.36% | 34표   | 2위  | 낙선 |